# Quartet de corda núm. 13 (Mozart)
El Quartet de corda núm. 13 en re menor, K. 173, és una composició de Wolfgang Amadeus Mozart acabada el setembre de 1773, a Viena, durant la seva estada en aquesta ciutat. Es tracta del sisè i últim d'una sèrie de sis quartets, coneguts com a Quartets vienesos.
Consta de quatre moviments:
1. Allegro moderato
2. Andante grazioso
3. Menuetto
4. Allegro moderato

El començament del minuet, en el tercer moviment, és el mateix que el del minuet del Quartet de corda Op 9, núm. 4 en re menor de Joseph Haydn.